# MTV Video Music Awards 2013
Les MTV Video Music Awards 2013 ont eu lieu le 25 août 2013 au Barclays Center à Brooklyn. 

## Nominations

### Vidéo de l'année
Justin Timberlake – Mirrors
- Macklemore et Ryan Lewis (featuring Wanz) – Thrift Shop
- Bruno Mars – Locked Out of Heaven
- Taylor Swift – I Knew You Were Trouble
- Robin Thicke (featuring T.I. et Pharrell) – Blurred Lines

### Meilleure vidéo masculine
Bruno Mars – Locked Out of Heaven
- Kendrick Lamar – Swimming Pools (Drank)
- Ed Sheeran – Lego House
- Robin Thicke (featuring T.I. et Pharrell) – Blurred Lines
- Justin Timberlake – Mirrors

### Meilleure vidéo féminine
Taylor Swift – I Knew You Were Trouble
- Miley Cyrus – We Can't Stop
- Demi Lovato – Heart Attack
- Pink (featuring Nate Ruess) – Just Give Me a Reason
- Rihanna (featuring Mikky Ekko) – Stay

### Meilleur nouvel artiste
Austin Mahone – What About Love
- Iggy Azalea – Work
- Twenty One Pilots – Holding on to You
- The Weeknd – Wicked Games
- Zedd (featuring Foxes) – Clarity

### Meilleure vidéo pop
Selena Gomez – Come and Get It
- Miley Cyrus – We Can't Stop
- Fun. – Carry On
- Bruno Mars – Locked Out of Heaven
- Justin Timberlake – Mirrors

### Meilleure vidéo rock
Thirty Seconds to Mars – Up in the Air
- Fall Out Boy – My Songs Know What You Did in the Dark (Light Em Up)
- Imagine Dragons – Radioactive
- Mumford & Sons – I Will Wait
- Vampire Weekend – Diane Young

### Meilleure vidéo hip-hop
Macklemore et Ryan Lewis (featuring Ray Dalton) – Can't Hold Us
- A$AP Rocky (featuring 2 Chainz, Drake et Kendrick Lamar) – Fuckin' Problems
- J. Cole (featuring Miguel) – Power Trip
- Drake – Started from the Bottom
- Kendrick Lamar – Swimming Pools (Drank)

### Meilleure collaboration
Pink (featuring Nate Ruess) – Just Give Me a Reason
- Calvin Harris (featuring Ellie Goulding) – I Need Your Love
- Pitbull (featuring Christina Aguilera) – Feel This Moment
- Robin Thicke (featuring T.I. et Pharrell) – Blurred Lines
- Justin Timberlake (featuring Jay-Z) – Suit & Tie

### Meilleure réalisation
Justin Timberlake (featuring Jay-Z) – Suit & Tie
- Drake – Started from the Bottom
- Fun. – Carry On
- Macklemore et Ryan Lewis (featuring Ray Dalton) – Can't Hold Us
- Yeah Yeah Yeahs – Sacrilege

### Meilleure chorégraphie
Bruno Mars – Treasure
- Chris Brown – Fine China
- Ciara – Body Party
- Jennifer Lopez (featuring Pitbull) – Live It Up
- will.i.am (featuring Justin Bieber) – ThatPower

### Meilleurs effets visuels
Capital Cities – Safe and Sound
- Duck Sauce – It's You
- Flying Lotus – Tiny Tortures
- Skrillex (featuring The Doors) – Breakn' a Sweat
- The Weeknd – Wicked Games

### Meilleure direction artistique
Janelle Monáe (featuring Erykah Badu) – Q.U.E.E.N.
- Thirty Seconds to Mars – Up in the Air
- Alt-J – Tessellate
- Capital Cities – Safe and Sound
- Lana Del Rey – National Anthem

### Meilleure montage
Justin Timberlake – Mirrors
- Miley Cyrus – We Can't Stop
- Calvin Harris (featuring Florence Welch) – Sweet Nothing
- Macklemore et Ryan Lewis (featuring Ray Dalton) – Can't Hold Us
- Pink (featuring Nate Ruess) – Just Give Me a Reason

### Meilleure cinématographie dans une vidéo
Macklemore et Ryan Lewis (featuring Ray Dalton) – Can't Hold Us
- Thirty Seconds to Mars – Up in the Air
- A-Trak et Tommy Trash – Tuna Melt
- Lana Del Rey – Ride
- Yeah Yeah Yeahs – Sacrilege

### Meilleur clip vidéo comportant un message social
Macklemore et Ryan Lewis (featuring Mary Lambert) – Same Love
- Beyoncé – I Was Here
- Kelly Clarkson – People Like Us
- Miguel – Candles in the Sun
- Snoop Lion (featuring Drake et Cori B.) – No Guns Allowed

### Meilleure chanson de l'été
One Direction – Best Song Ever
- Miley Cyrus – We Can't Stop
- Calvin Harris (featuring Ellie Goulding) – I Need Your Love
- Robin Thicke (featuring T.I., Pharrell) – Blurred Lines

### Michael Jackson Video Vanguard Award
- Justin Timberlake

## Performances
La liste des performances a été confirmée dans l'ordre alphabétique suivant :

### Pré-cérémonie
- Austin Mahone — What About Love
- Ariana Grande — The Way / Baby I

### Cérémonie
| Artistes                                           | Chansons |
| Pre-show                                           | Pre-show |
| -------------------------------------------------- | --- |
| Austin Mahone                                      | What About Love |
| Ariana Grande                                      | Baby I The Way |
| Show principal                                     | |
| Lady Gaga                                          | Applause |
| Miley Cyrus Robin Thicke 2 Chainz Kendrick Lamar   | We Can't Stop Blurred Lines Give It 2 U |
| Kanye West                                         | Blood on the Leaves |
| Justin Timberlake                                  | Take Back the Night SexyBack Like I Love You My Love Cry Me a River Señorita Rock Your Body Interlude (contient des éléments de Pusher Lover Girl et Gone) Girlfriend (avec NSYNC) Bye Bye Bye (avec NSYNC) Suit and Tie Mirrors |
| Macklemore Ryan Lewis Mary Lambert Jennifer Hudson | Same Love |
| Drake                                              | Hold On, We're Going Home Started from the Bottom |
| Bruno Mars                                         | Gorilla |
| Katy Perry                                         | Roar (chanté à l'Empire – Fulton Ferry Park près du pont de Brooklyn) |

### Artistes house
- DJ Cassidy

## Présentateurs
Liste des présentateurs confirmés :
- One Direction — pour le prix de la Meilleure Vidéo Pop
- Shailene Woodley et Vanessa Bayer (dans le rôle de Miley Cyrus) — présentant Miley Cyrus et Robin Thicke
- Iggy Azalea et Lil' Kim — pour le prix de la Meilleure Vidéo Hip-Hop
- Kevin Hart
- Jared Leto — présentant Kanye West
- Daft Punk, Nile Rodgers et Pharrell Williams — pour le prix de la Meilleure Vidéo Féminine
- Ed Sheeran — pour le prix de la Meilleure Vidéo incluant un Message Social
- Jimmy Fallon — pour le prix de la Vidéo Vanguard
- Vampire Weekend — pour le prix de la Meilleure Chanson de l'Été
- A$AP Rocky et Jason Collins — présentant Macklemore, Ryan Lewis et Mary Lambert
- Emeli Sandé et Adam Lambert — pour le prix Artist to Watch
- TLC (T-Boz et Chilli) — présentant Drake
- Taylor Swift — pour le prix de la Meilleure Vidéo Masculine
- Selena Gomez
- Emeli Sandé